# Okrug Cibola, Novi Meksiko
| Cibola                                                     |                                                                        |
| Zemljovid Novog Meksika s označenim okrugom Cibolom.       |                                                                        |
| Zemljovid SAD s označenom saveznom državom Novim Meksikom. |                                                                        |
| Osnovan:                                                   | 19. lipnja 1981.                                                       |
| Sjedište:                                                  | Grants                                                                 |
| Najveće naselje:                                           | Grants                                                                 |
| Površina:                                                  | 11.764 km2                                                             |
| Br. stanovnika (2010.):                                    | 22.713                                                                 |
| Kongresni okrug:                                           | 2.                                                                     |
| Vremenska zona:                                            | Stjenjačko vrijeme: UTC-7/-6                                           |
| Službene stranice:                                         | https://web.archive.org/web/20140311215056/http://www.co.cibola.nm.us/ |

Cibola je okrug u američkoj saveznoj državi Novom Meksiku.

## Stanovništvo
Prema popisu stanovništva 2010., stanovnici su 41,8% bijelci, 1,0% "crnci ili afroamerikanci", 41,0% "američki Indijanci i aljaskanski domorodci", 0,5% Azijci, 0,1% Havajci ili tihooceanski otočani, 3,1% dviju ili više rasa, 12,5% ostalih rasa. Hispanoamerikanaca i Latinoamerikanaca svih rasa bilo je 36,5%.

## Vanjske poveznice
- Postal History Poštanski uredi u okrugu Ciboli, Novi Meksiko